# Funzione trascendente di Lerch
In matematica, la funzione trascendente di Lerch è una generalizzazione della funzione zeta di Hurwitz
e della funzione polilogaritmo. Fu studiata da Lipschitz nel 1857 e poi da Lerch nel 1887.
È definita con la serie:
{\displaystyle \Phi (z,s,a)=\sum _{n=0}^{+\infty }{\dfrac {z^{n}}{(a+n)^{s}}},}
con {\displaystyle z,s\in \mathbb {C} ,a\notin \mathbb {Z} _{\leq 0}}. La serie è convergente per {\displaystyle |z|<1}. Per {\displaystyle |z|=1}, la serie è convergente solamente per {\displaystyle \mathrm {Re} \ s>1}.
Ovviamente:
{\displaystyle \Phi (1,s,a)=\zeta (s,a)}, la funzione zeta di Hurwitz.
Per {\displaystyle a=1}, si ha {\displaystyle z\Phi (z,s,1)=\operatorname {Li_{s}} (z)}, la funzione polilogaritmo.
È possibile dimostrare che:
{\displaystyle \Phi (z,s,a)={\frac {1}{\Gamma (s)}}\int _{0}^{+\infty }{\frac {t^{s-1}e^{-at}}{1-ze^{-t}}}dt}
sviluppando {\displaystyle {\dfrac {1}{1-ze^{-t}}}=1+ze^{-t}+z^{2}e^{-2t}+\ldots }.
La funzione zeta di Lerch è definita come
{\displaystyle L(x)=\Phi (e^{i2\pi x},a,s)}.